# Quarantine
Quarantine är en amerikansk skräckfilm från 2008. Filmen är en remake av den spanska skräckfilmen REC. Hela filmen är filmad med en handkamera utan pålagda ljudeffekter. 

## Handling
Reportern Angela Vidal (Jennifer Carpenter) och hennes kameraman Scott Percival (Steve Harris) ska följa två brandmän under deras nattskift. Det kommer in ett nödrop från en lägenhet och de åker dit. När de kommer fram får de veta att en äldre kvinna har hörts skrika inifrån sin lägenhet. Brandmännen bryter sig in i kvinnans rum med Angela och hennes kameraman i släptåg och hittar den gamla kvinnan kraftigt blödande. Kvinnan attackerar en av brandmännen genom att bita honom i halsen. De andra tar ner den skadade brandmannen för att hjälpa honom, och där upptäcker de att hela lägenhetshuset är under karantän; ingen får komma ut.

## Roller
- Jennifer Carpenter som Angela Vidal (Reporter)
- Steve Harris som Scott Percival (Kameraman)
- Jay Hernandez som Jake
- Columbus Short som Danny Wilensky
- Andrew Fiscella som James McCreedy
- Rade Šerbedžija som Yuri Ivanov
- Greg Germann som Lawrence
- Bernard White som Bernard
- Dania Ramirez som Sadie
- Elaine Kagan som Wanda Ivanov
- Marin Hinkle som Kathy
- Joey King som Briana
- Jermaine A. Jackson som Nadif
- Sharon Ferguson som Jwahir
- Denis O'Hare som Randy
- Stacy Chbosky som Elise Jackson
- Jeannie Epper som Mrs. Espinoza